# Roccaferrara
Roccaferrara è una piccola frazione del comune di Corniglio, in provincia di Parma; è suddivisa nelle due località di Roccaferrara Inferiore e Roccaferrara Superiore.
La frazione dista 4,19 km dal capoluogo.

## Geografia fisica
Roccaferrara è raggiungibile attraverso una stretta strada comunale che dalla provinciale per Corniglio, dopo il bivio per Miano, si inerpica tra i boschi verso il monte Sillara. La prima località cui si arriva è Roccaferrara Inferiore, detta anche La Villa, che, collocata su un pianoro coltivato, sorge a 848 m s.l.m.
Da quel punto la strada, diretta verso la vallata del rio Madon Grosso, si restringe ulteriormente e diviene notevolmente più ripida, affiancando anche una serie di scoscese scarpate coperte di fitta vegetazione; la via, una volta raggiunta Roccaferrara Superiore alla quota di 931 m s.l.m., si trasforma in una mulattiera lastricata in pietra, che attraversa la località posta sulla cresta di roccia per poi proseguire verso il monte Sillara.

## Storia
La località di Roccaferrara o Roccaferrata sorse in epoca medievale attorno al castello edificato a presidio dell'Alta val Parma; la più antica testimonianza della sua esistenza risale al 1210, quando Armanno di Uberto da Cornazzano alienò la castellania al vescovo di Parma Obizzo Fieschi.
Nel 1355 il vescovo Ugolino de' Rossi cedette per debiti i feudi episcopali di Roccaferrara, Corniglio, Roccaprebalza e Corniana al nipote Giacomo e al pronipote Bertrando, che ne presero possesso quindici anni dopo.
Nel 1400 i fratelli Giacomo, Pietro e Giovanni de' Rossi ricevettero conferma dell'investitura dal papa Bonifacio IX.
Nel 1464 Pier Maria II destinò nel testamento numerosi feudi appenninici, tra cui Corniglio con Roccaferrara, al figlio Bernardo, che tuttavia premorì al padre; il Conte assegnò quindi i feudi al figlio Guido, ma, a causa dello scoppio della guerra dei Rossi nel 1482, il conte Obietto Fieschi si impossessò del maniero di Roccaferrara grazie al tradimento del castellano Giannantonio da Felino. Ciò nonostante, l'anno seguente, al termine della guerra, il duca di Milano Ludovico il Moro investì Pietro Francesco Visconti di Saliceto del feudo di Corniglio, comprendente anche Roccaferrara, Beduzzo e Pugnetolo.
Le terre furono successivamente assegnate al marchese Galeazzo Pallavicino. Nel 1521 Filippo Maria de' Rossi, figlio di Guido, riuscì a rientrare in possesso del castello di Corniglio e di tutte le sue pertinenze, che trasmise ai figli Camillo e Marsilio.
Nel 1568 il vescovo Alessandro Sforza di Santa Fiora recuperò alla diocesi di Parma il feudo di Corniglio con Roccaferrara; pur confermandogli l'investitura, il duca Ottavio Farnese decretò che le terre fossero restituite ai Rossi nel momento in cui lo Sforza avesse terminato il suo mandato; cinque anni dopo Camillo rientrò così in possesso delle terre, che lasciò al figlio legittimato Filippo Maria il giovane. Tuttavia, nel 1593 il Conte fu imprigionato alla Rocchetta di Parma e l'anno seguente i suoi beni furono assorbiti dalla Camera ducale di Parma.

## Monumenti e luoghi d'interesse

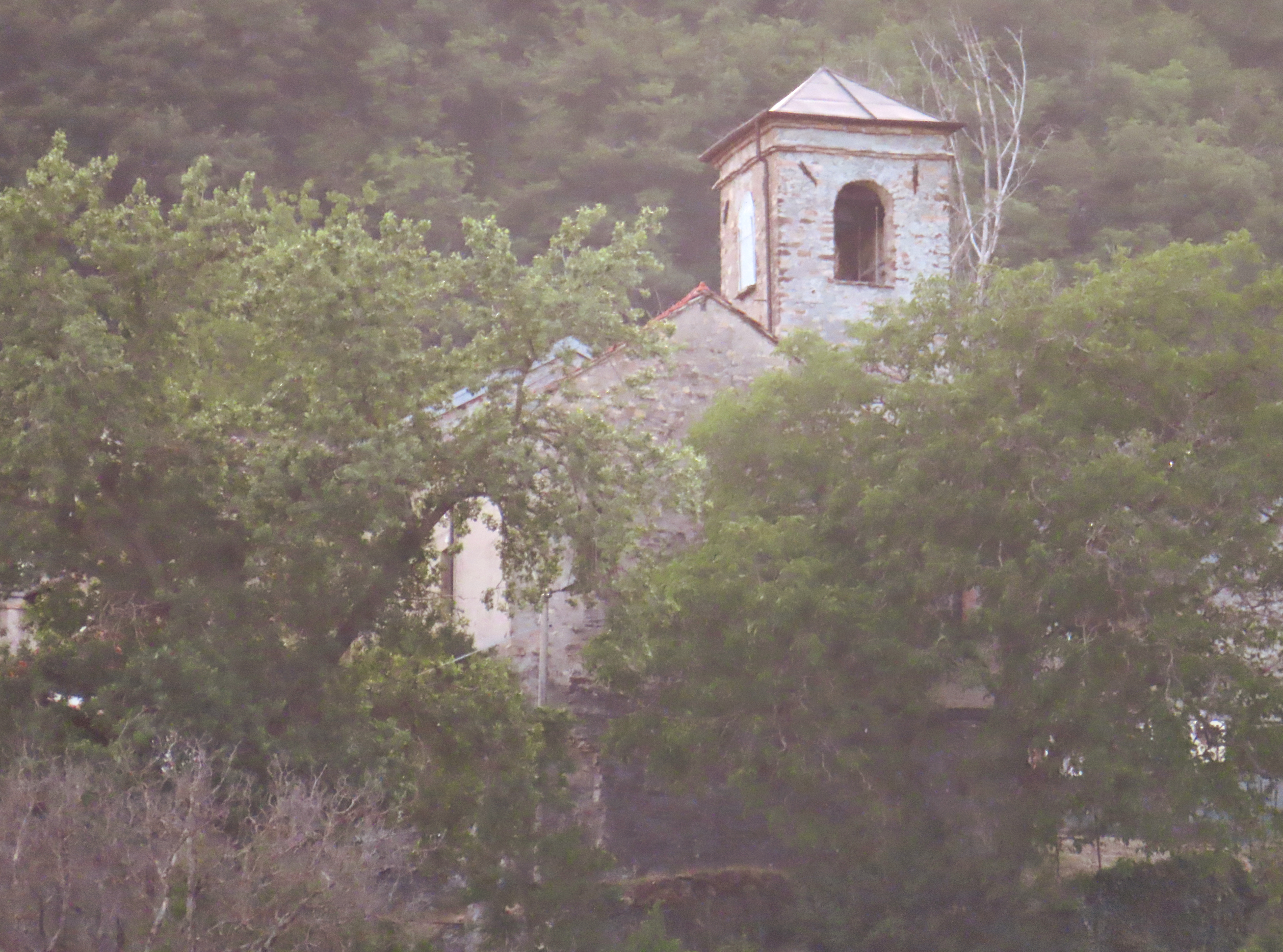
Chiesa di Santa Maria Maddalena
Edificata intorno al 1770 sui resti dell'antico luogo di culto medievale, la semplice chiesa in pietra di Roccaferrara Superiore fu lievemente modificata nelle aperture del presbiterio tra il 1789 e il 1790; contigua ad altri edifici adiacenti, è caratterizzata dalla mancanza della facciata; priva di decorazioni sia all'interno che all'esterno, presenta solo due nicchie ad arco ai lati del presbiterio.

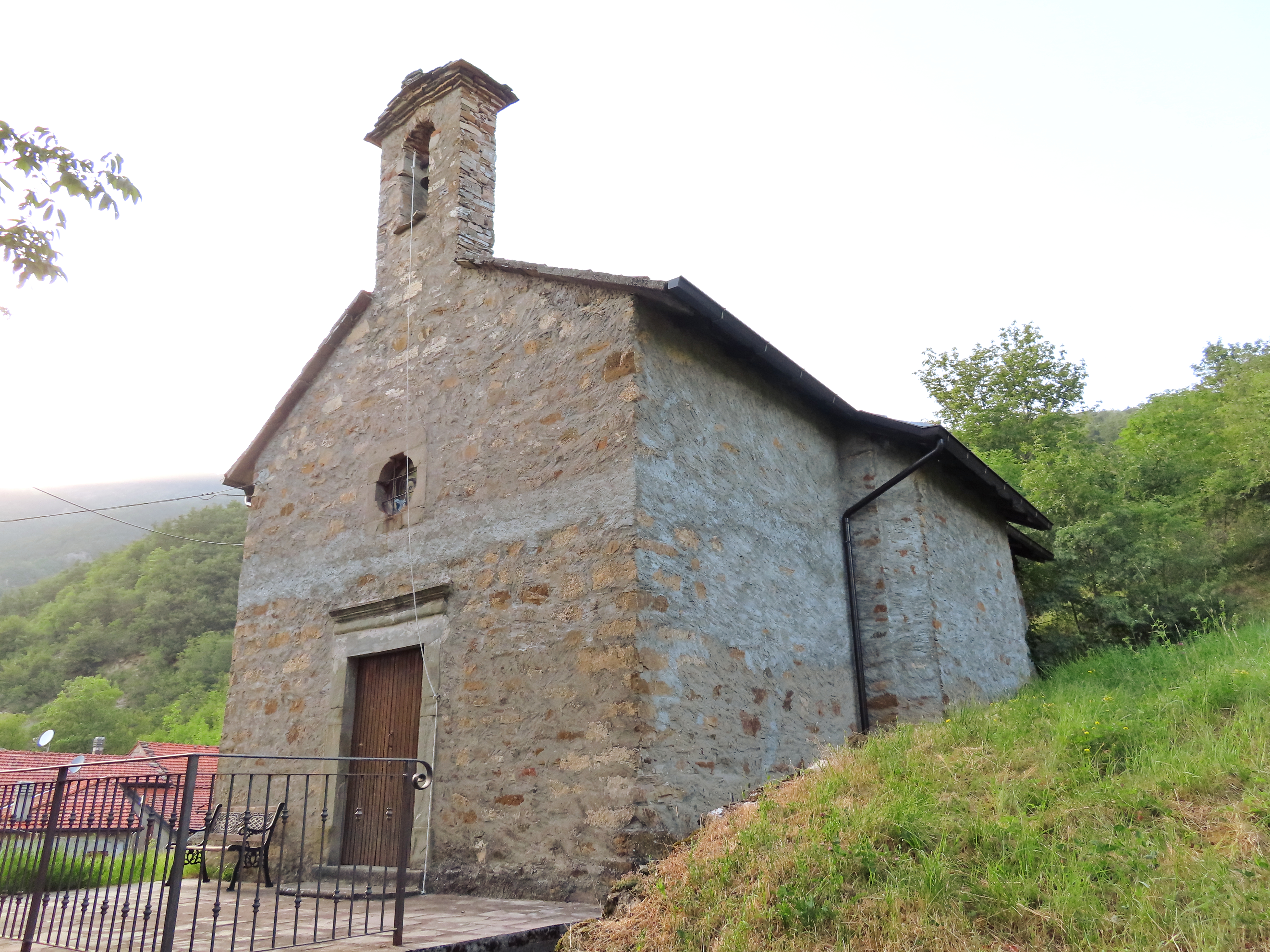
Oratorio dell'Immacolata Concezione
Edificato in stile barocco tra il 1700 e il 1710 a Roccaferrara Inferiore, l'oratorio fu interamente restaurato tra il 1970 e il 1980 e adeguato ai dettami del Concilio Vaticano II; all'interno la navata, riccamente decorata, è affiancata da due cappelle laterali.
Castello di Roccaferrara
Menzionato per la prima volta nel 1210, il castello dei da Cornazzano fu acquistato in quell'anno dai vescovi di Parma; ceduto ai Rossi nel 1355, fu conquistato nel 1482 da Obietto Fieschi; assegnato nel 1483 a Pietro Francesco Visconti di Saliceto e successivamente a Galeazzo Pallavicino, fu riconquistato nel 1521 dai Rossi, che lo mantennero quasi ininterrottamente fino alla sua confisca nel 1594 da parte del duca di Parma Ranuccio I Farnese; abbandonato da tempo, cadde sempre più in rovina, fino alla sua completa scomparsa.
Borgo
Risalente all'epoca medievale, il borgo, definito uno dei più suggestivi dell'Appennino tosco-emiliano, è costituito da una serie di edifici in pietra, in parte coperti da tetti in lose grigie, che affiancano linearmente la mulattiera in selciato. Nonostante la scomparsa di ogni traccia delle antiche fortificazioni, di interesse risulta una massiccia costruzione a corte, con varie piccole finestre, in parte tamponate, tra cui una sormontata da un architrave decorato con un bassorilievo raffigurante una figura arborea.